# Paolo Sorrentino
Paolo Sorrentino (* 31. května 1970, Neapol) je italský filmový režisér, scenárista a herec. Je autorem filmů Mládí a Velká nádhera (orig. La Grande Bellezza).

## Filmografie

### Celovečerní filmy
| Rok  | Název              | Režie | Scénář | Role             | Poznámky             |
| ---- | ------------------ | ----- | ------ | ---------------- | -------------------- |
| 1998 | Polvere di Napoli  |       | Ano    |                  |                      |
| 2001 | Přebytečný člověk  | Ano   | Ano    |                  |                      |
| 2004 | Následky lásky     | Ano   | Ano    |                  |                      |
| 2006 | Rodinný přítel     | Ano   | Ano    |                  |                      |
| 2006 | Kajman             |       |        | Aidin manžel     |                      |
| 2008 | Božský             | Ano   | Ano    |                  |                      |
| 2009 | Questione di cuore |       |        | Albertův kamarád |                      |
| 2011 | Tady to musí být   | Ano   | Ano    |                  |                      |
| 2013 | Velká nádhera      | Ano   | Ano    |                  |                      |
| 2014 | Rio, Eu Te Amo     | Ano   | Ano    |                  | Segment: La Fortuna  |
| 2015 | Mládí              | Ano   | Ano    |                  |                      |
| 2018 | Oni a Silvio       | Ano   | Ano    |                  |                      |
| 2021 | Boží ruka          | Ano   | Ano    |                  |                      |
| 2022 | Mob Girl           | Ano   |        |                  | Segment: životopisný |
| 2024 | Parthenope         | Ano   | Ano    |                  | [ 3 ]                |

### Televize
| Rok  | Název                     | Režie | Scénář | Role   | Poznámky                     |
| ---- | ------------------------- | ----- | ------ | ------ | ---------------------------- |
| 2000 | La squadra                |       | Ano    |        | 2 díly                       |
| 2004 | Sabato, domenica e lunedì | Ano   |        |        | televizní film               |
| 2010 | Boris                     |       |        | on sám | díl: „Nella rete“            |
| 2014 | Le voci di dentro         | Ano   |        |        | televizní film               |
| 2016 | Mladý papež               | Ano   | Ano    |        | 10 dílů, také tvůrce seriálu |
| 2019 | Nový papež                | Ano   | Ano    |        | 10 dílů, také tvůrce seriálu |

## Publikační činnost
- SORRENTINO, Paolo. Všichni mají pravdu. Překlad Alice Flemrová. Praha: Dybbuk, 2019. 317 s. ISBN 978-80-7438-209-3.
- Mládí (orig. 'La giovinezza'). 1. vyd. Brno: Jota, 2015. 158 S. Překlad: Hana Sedalová

### Rozhlasové zpracování
- 2020 Všichni mají pravdu, z vlastního překladu připravila Alice Flemrová jako čtrnáctidílnou četbu na pokračování, v režii Víta Vencla čte Jiří Vyorálek.[4]